# 김도경 (배우)
김도경(1994년 11월 7일 ~ )은 대한민국의 배우이다.

## 출연 작품

### 드라마
- 《으라차차 내 인생》(2022년, KBS1) - 이종민 역
- 《어게인 마이 라이프》 (2022년, SBS) - 문성환 역
- 《비밀의 남자》 (2020년, KBS2) - 최지석  역 (특별출연)
- 《본 어게인》 (2020년, KBS2) - 장마철 역
- 《KBS 드라마 스페셜 - 렉카》 (2019년, KBS2) - 양아치 후배 역
- 《너 미워! 줄리엣》 (2019년, 웹드라마) - 정성훈 역
- 《신의 퀴즈: 리부트》 (2018년, OCN) - 하연우 역
- 《손 꼭 잡고, 지는 석양을 바라보자》 (2018년, MBC)
- 《그남자 오수》 (2018년, OCN) - 신인참 순경 역
- 《돈꽃》 (2017년, MBC) – 장성만 기사 역

### 광고
- LG-그램 노트북
- 원티드
- 우리은행
- 몰티져스 초코볼
- 아큐브 오아시스
- 세스코에어
- LG 유플러스
- 잡코리아